# Johnsonius hansoni
Johnsonius hansoni är en stekelart som beskrevs av Marsh 1993. Johnsonius hansoni ingår i släktet Johnsonius och familjen bracksteklar. Inga underarter finns listade i Catalogue of Life.